# Cody McMains
Cody McMains, né le 4 octobre 1985 à Pasadena en Californie,  est un acteur américain connu notamment pour le rôle de Mitch Briggs dans Sex Academy.

## Filmographie
Sauf indication contraire, les informations mentionnées dans cette section peuvent être confirmées par la base de données cinématographiques IMDb,  présente dans la section « Liens externes ».

### Cinéma
- 1996 : Le Souffre-douleur (Big Bully) de Steve Miner : Kirby
- 1999 : Libres comme le vent (Tumbleweeds) de Gavin O'Connor : Adam Riley
- 1999 : Impala (court métrage) de David Marion : Will
- 2000 : Escape to Grizzly Mountain de Anthony Dalesandro : Rollie
- 2000 : Thomas et le Chemin de fer magique ( Thomas and the Magic Railroad) de Britt Allcroft : Patch
- 2000 : American Girls (Bring It On) de Peyton Reed : Justin Shipman
- 2001 : Madison de William Bindley : Bobby Epperson
- 2001 : Sex Academy (Not Another Teen Movie) de Joel Gallen : Mitch Briggs
- 2004 : State's Evidence (en) de Benjamin Louis : Brian
- 2005 : Pretty Persuasion de Marcos Siega : Kenny
- 2007 : Freakin' Zombies, Man! de Kyle Stephens : Stan Johnson
- 2008 : Trailer Park of Terror de Steven Goldmann : Jason
- 2008 : Christmas Break (court métrage) de Matthew Del Negro : Goldy
- 2009 : The Intervention de Shannon Hile : Boy
- 2009 : Vicious Circle (en) de Paul Boyd : Alfred
- 2012 : FDR: American Badass! (en) de Garrett Brawith : James
- 2018 : Chroma Blind (court métrage) de Christian York : Devon

### Télévision

#### Séries télévisées
- 1996 : Bless This House : le chasseur (saison 1, épisode 15 et 16)
- 1997 : Le Caméléon (The Pretender) : Ike (saison 1, épisode 21)
- 1997 : The Parent 'Hood (en) : Andy (saison 4, épisode 3)
- 1998 : Beyond Belief: Fact or Fiction (en) : Darren (saison 2, épisode 3. Segment : Summer Camp)
- 1999 : Le Damné (Brimstone) : Ezekiel Stone (saison 1, épisode 12)
- 1999 : La croisière s'amuse, nouvelle vague (Love Boat: The Next Wave) : Justin (saison 2, épisode 13)
- 1999 : Sept jours pour agir (Seven Days) : le garçon sur le vélo (saison 1, épisode 20)
- 2001 : Men Behaving Badly : timmy (saison 2, épisode 11)
- 2002-2003 : Everwood : Wendell (4 épisodes)
- 2004 : Boston Public : ? (saison 4, épisode 11)
- 2004 : Le Monde de Joan (Joan of Arcadia) : Danny (saison 2, épisode 3)
- 2004 : Cold Case : Affaires classées : John 1979 (saison 2, épisode 3)
- 2006-2007 : Monk : Troy Kroger (saison 5, épisode 7 et saison 6, épisode 6)
- 2007 : Desperate Housewives : Hector (saison 3, épisode 19)
- 2007 : FBI : Portés disparus (Without a Trace) : Tyler (saison 5, épisode 23)
- 2008 : The Closer : L.A. enquêtes prioritaires : John McFadden (saison 4, épisode 10)
- 2009 : Trust Me (en) : Chip Lyons (saison 1, épisode 2)
- 2009-2010 : 10 Things I Hate About You : Keith (saison 1, épisode 8 à 11)
- 2009-2010 : 90210 Beverly Hills : Nouvelle Génération : Stuart (saison 2, épisode 8, 21 et 22)
- 2010 : Super Hero Family (No Ordinary Family) : Clerk (saison 1, épisode 4)
- 2012 : Smash : ? (saison 1, épisode 10 et 12)
- 2022 : Panda Cub: TV Express : Panda (voix)

#### Téléfilms
- 1996 : What Love Sees de Michael Switzer : Billy Holly
- 2006 : L'Enfant de la nuit (In from the Night) de Peter Levin : Tristan